# The Paranoiacs
The Paranoiacs est un groupe belge de punk rock, actif entre 1985 et 2010. Le line-up change plusieurs fois, le seul constant étant les frères Hans et Raf « Rafke » Stevens.

## Histoire
Hans Stevens commence à chanter dans un groupe local qui avait mis à la porte son précédent chanteur pour avoir tiré sur eux. C'est à partir des restes de ce groupe que se forment The Paranoiacs. Raf Stevens est ensuite recruté comme claviériste. Le groupe acquiert une solide réputation, surtout en concert, et « Rafke of the Paranoiacs » devient un nom familier, souvent repris dans l'émission Het Leugenpaleis, entre autres. Stevens se distingue par son attitude féroce sur scène, derrière son clavier appuyé sur une table à repasser.
Après une séparation au milieu des années 1990, le groupe revient en 1999 avec Axl Peleman à la basse et l'album Thirteen (sorti sur le label auto-fondé Fuck You Records). Le single Back from Nowhere est repris par Studio Brussel et le groupe retrouve un vrai contrat, après quoi l'album Back from Nowhere est publié avec les chansons de Thirteen et environ six nouvelles chansons. Le groupe signe un contrat de distribution avec le label I Scream Records pour sortir son album 7 Day Weekend en novembre 1999,,.
En 2008, le groupe fait un passage remarqué dans les présélections belges du Concours Eurovision de la chanson où il se qualifie pour la finale. En 2010, le groupe annonce sa séparation,,.

## Discographie

### Albums studio
- 1987 : We're the Teenage Lovers (EP)
- 1988 : Sometimes Teenage is Spelt T.N.T.
- 1989 : Bananas
- 1992 : Thirteen
- 1999 : Back from Nowhere
- 1999 : 7 Day Weekend (I Scream Records[1])
- 2010 : Love Junks

### Singles
- 1989 : I've Been Waiting
- 1989 : I Wanna be Loved
- 1989 : Wendy James
- 1991 : Maartse Buien & Aprilse Grillen
- 1992 : Come and Get It
- 1992 : Private Meltdown
- 1999 : Back from Nowhere
- 1999 : Dog Day Afternoon
- 1999 : 2009